# Cotachena pubescens
Cotachena pubescens là một loài bướm đêm trong họ Crambidae.